# Iron Butterfly
Iron Butterfly är ett amerikanskt psykedeliskt hårdrocksband bildat i San Diego i Kalifornien år 1966. De anses ha haft inverkan på den kommande heavy metal och hårdrocks-vågen. Medlemmar i gruppen var Doug Ingle, Erik Braunn, Lee Dorman och Ron Bushy. 

## Karriär
Gruppen släppte sitt första album i februari 1968, Heavy. På det albumet deltog dock endast Ingle och Bushy ur den klassiska banduppsättningen. I juli samma år kom deras andra album, In-A-Gadda-Da-Vida, där titelspåret, hela 17 minuter långt, blev en mycket stor hit.
Led Zeppelin spelade som förband till Iron Butterfly på sin första USA-turné (december 1968 till januari 69), men ganska snart skiftades rollerna och Iron Butterfly passerades.
Efter albumet Ball, släppt i februari 1969, var gruppens storhetstid förbi. Braunn lämnade gruppen för att bli ersatt av Mike Pinera. Gruppen bröt dock upp år 1971. Senare på 1970-talet återförenade trummisen Bushy och Braunn gruppen kort.
Från 2005 turnerade återigen Iron Butterfly. Dorman och Bushy var kvar från gruppens tidiga period.
Tidigare gitarrist Larry "Rhino" Reinhardt dog 2 januari 2012, 63 år gammal, av levercirros. Basisten Lee Dorman dog 21 december 2012. 
Efter Dormans död, har Iron Butterfly varit inaktiva. Charlie Marinkovich avslöjade 2013 att han slutat i bandet och att Ron Bushy var hjärtsjuk. Bandets framtid var ett tag oviss. Iron Butterfly återförenades dock 2014.

## Medlemmar
Nuvarande medlemmar
- Ron Bushy – trummor, slagverk (1966-1971, 1974-1977, 1978-1979, 1982, 1987, 1987-1988, 1993-2012, 2014-idag; gäst - 1982)
- Mike Pinera – gitarr, sång (1969-1971, 1978-1979, 1979, 1982-1983, 1987, 1993, 1993-1994, 2014-idag)
- Martin Gerschwitz – keyboard, sång (2005-2012, 2015-idag)
- Dave Meros – basgitarr (2014-idag; reserv 2006)
- Mike Green – slagverk (2015-idag)
- Ray Weston – trummor, slagverk (2015-idag; reserv 2010)

Tidigare medlemmar
| - Doug Ingle – orgel, sång (1966-71, 1978-79, 1983-85, 1987-88, 1994-99) - Danny Weis – gitarr (1966-1967) - Jack Pinney – trummor, slagverk (1966) - Greg Willis – basgitarr (1966) - Darryl DeLoach – sång (1966-1967; död 2002) - Jerry Penrod – bas, bakgrundssång (1966-1967) - Bruce Morse – trummor, slagverk (1966) - Lee Dorman – bas, sång (1967-71, 1977-78, 1978-85, 1987-2012; död 2012) - Erik Brann – gitarr, sång (1967-69, 1974-77, 1978-79, 1979-80, 1982, 1987, 1987-89; died 2003) - Larry "El Rhino" Reinhardt – gitarr (1969-71, 1977-78, 1978-79, 1981-84, 1989-93; död 2012) - Philip Taylor Kramer – bas, keyboard, sång (1974-77; död 1995) - Howard Reitzes – keyboard, sång (1974-1975) - Bill DeMartines – keyboard, sång (1975-1977, 1987) - Kevin Karamitros – trummor (1977-1978) - Jimi Henderson – sång (1977-1978) - Larry Kiernan – keyboard (1977-1978) | - David Love – gitarr (1977-1978) - John Leimsider – keyboard (1978, 1979, 1981-1982) - Keith Ellis – bas (1978; död 1978) - Bobby Caldwell – trummor, slagverk (1979, 1984) - Bobby Hasbrook – gitarr, sång (1978-1982) - Nathan Pino – keyboard (1979) - Zam Johnson – trummor, slagverk (1980) - Tim Kislan – keyboard (1980) - Starz Vanderlocket – slagverk, sång (1980) - Luke – slagverk (1981-1982, 1982-1983) - Jimmy Rock – trummor (1981-1982) - Randy Skirvin – gitarr, sång (1981-1982) - Guy Babylon – keyboard (1982-1983; died 2009) - Jan Uvena – trummor, slagverk (1982) - John Shearer – trummor (1982-1983) - Jerry Sommers – trummor, slagverk (1983) - Rick Rotante – trummor, slagverk (1983-1984) - Lenny Campanero – trummor (1984-1985) - Steve Fister – gitarr, bakgrundssång (1984-1985) | - Kurtis Teal – bas (1985; död 1985) - Kelly Reubens – bas (1987) - Tim Von Hoffman – keyboard (1987) - Glen Rappold – gitarr, bas, sång (1987) - Ace Baker – keyboard (1987) - Sal Rodriguez – trummor (1987, 1988) - Jim Von Buelow – gitarr (1987) - Bob Birch – bas (1987; died 2012) - Doug Jackson – gitarr (1987) - Lyle T. West – sång (1987) - Derek Hilland – keyboard, bakgrundssång (1988-1990, 1993-1997; 2003) - Kenny Suarez – trummor, slagverk (1988-1992) - Steve "Mick" Feldman – sång (1988-1990) - Robert Tepper – sång (1990) - Burt Diaz – keyboard (1992) - Denny Artache – gitarr, sång (1993) - Doug Bossey – gitarr (1994-1995) - Erik Barnett – gitarr, sång (1995-2002) - Damian Bujanda – keyboard, sång (1999) - Larry Rust – keyboard, sång (1999-2005) - Charlie Marinkovich – gitarr, sång (2002-2012) |

## Diskografi
Studioalbum
- 1968 – Heavy
- 1968 – In-A-Gadda-Da-Vida
- 1969 – Ball
- 1970 – Metamorphosis
- 1975 – Scorching Beauty
- 1976 – Sun and Steel

Livealbum
- 1970 - Iron Butterfly Live
- 2011 – Fillmore East 1968
- 2014 – Live at the Galaxy 1967
- 2014 – Live in Copenhagen 1971
- 2014 - Live in Sweden 1971

Singlar (topp 100 på Billboard Hot 100)
- 1968 – "In-A-Gadda-Da-Vida" / "Iron Butterfly Theme (from Heavy)" (#30)
- 1969 – "Soul Experience" / "In The Crowds" (#75)
- 1969 – "In the Time of Our Lives" / "It Must Be Love" (#96)
- 1970 – "Easy Rider" / "Soldier In Our Town" (#66)